# هبنق
هُبْنُق (الاسم العلمي: Hypnum)، جنس نباتات حزازية من فصيلة الهبنقيات.
الجنس له توزيع عالمي. الاسم الشائع الذي يستخدم أحيانًا لحزاز الهبنق هو "حزاز السجاد"
.